# Astrid Souply
Astrid Souply (ur. 21 lipca 1993 w Reims) – francuska siatkarka, reprezentantka kraju, grająca na pozycji przyjmującej. Od sezonu 2015/2016 występuje w drużynie ASPTT Miluza.

## Sukcesy klubowe
Mistrzostwo Francji:
- 2017